# Raymond Dietrich

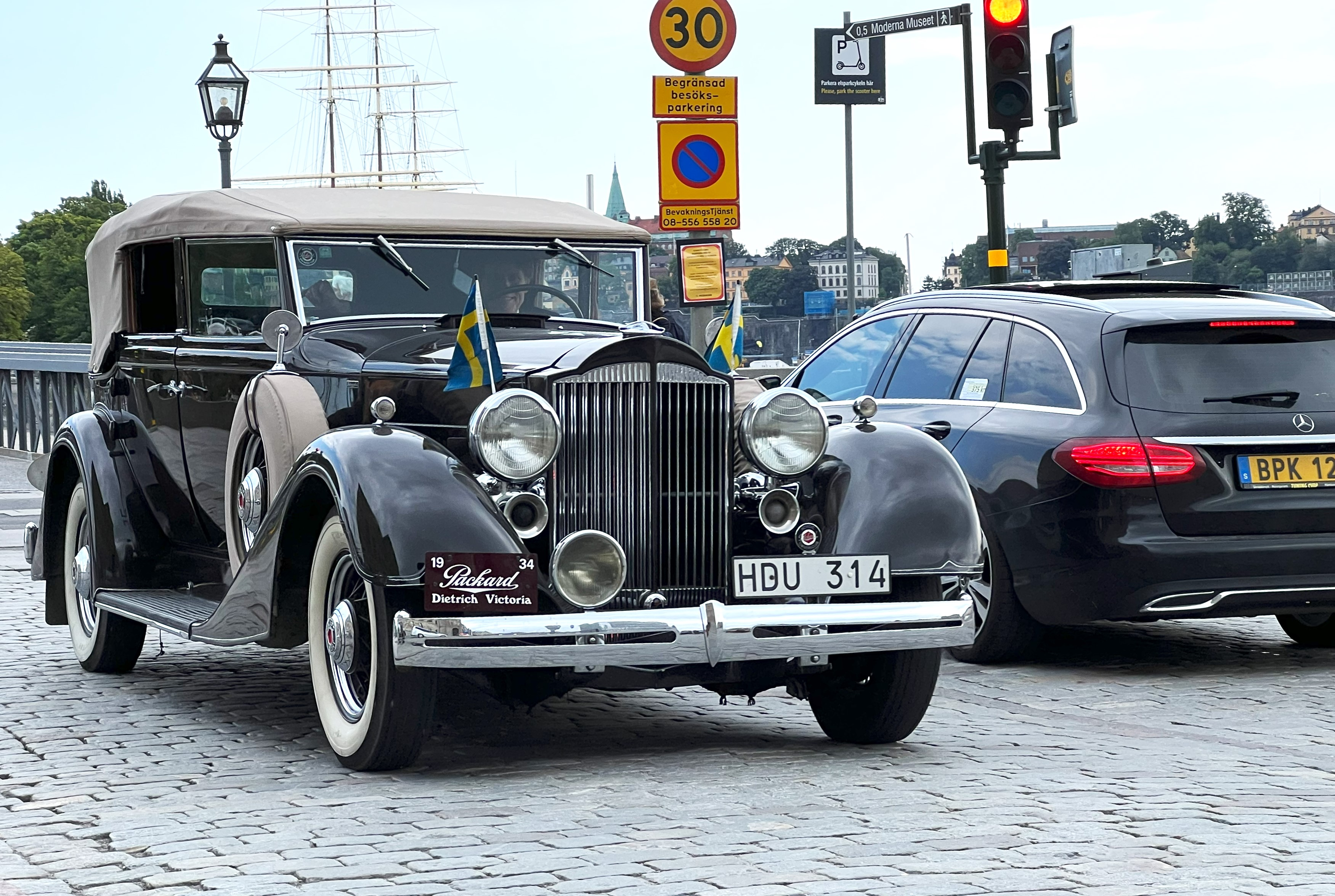
Packard Eight 1934 med Dietrich-kaross på Skeppsholmsbron i Stockholm, 2023.

Raymond H. Dietrich (1894 - 1980) var en amerikansk bildesigner.
Ray Dietrich hade inlett sin yrkesbana hos karosstillverkaren Brewster & Co i New York. År 1920 grundade Dietrich tillsammans med kollegan Thomas Hibbard LeBaron Carrossiers, för tillverkning av specialkarosser. I mitten av 1920-talet lämnade Hibbard företaget och reste till Paris för att bygga karosser tillsammans med Howard Darrin. Dietrich sålde sin andel av LeBaron och startade istället Dietrich Inc. i Detroit, som byggde karosser på främst Lincoln- och Packard-chassin.
Ray Dietrich arbetade även åt Chrysler Corporation, först på konsultbasis, men från 1935 var han chef för designavdelningen. Dietrich blev kvar hos Chrysler fram till 1940.
År 1949 grundade han Ray Dietrich Inc. och arbetade åt bland andra Checker och Ford Motor Company.